# Escola de Edessa
A Escola de Edessa (em siríaco: ܐܣܟܘܠܐ ܕܐܘܪܗܝ) ou Escola dos Persas foi um estabelecimento de ensino teológico do mundo sírio. Localizava-se na antiga cidade de Edessa (atual cidade de Sanliurfa, no sul da Turquia). Foi provavelmente fundada no século II d.C. pela dinastia Abgar. Em 363, Nísibis, uma cidade síria a leste de Edessa, foi capturada pelos persas sassânidas, fazendo com que os professores da escola de Nísibis, incluindo Efrém, o Sírio, fossem para a Escola de Edessa, enriquecendo-a com novos conhecimentos e energias. Quando Efrém assumiu a diretoria da escola, o prestígio dela aumentou ainda mais.
No ano 489, o arcebispo Ciro, sob a ordem do imperador bizantino Zenão, ordenou o fechamento da escola, empurrando os professores e alunos de volta a Nísibis. As razões para isso foram que ensinos nestorianos haviam sido introduzidos na escola, levando muitos a aceitar o nestorianismo. A Igreja Bizantina expulsou os nestorianos em 489, fazendo com que eles se estabelecessem na Pérsia zoroastriana.
Era formada por uma tradição erudita que realizava trabalhos teológicos e exegéticos (Teodoro foi o primeiro exegeta) com base na estrutura de pensamento de Teodoro de Mopsuéstia. 